# Lophotettix hancocki
Lophotettix hancocki är en insektsart som först beskrevs av Bruner, L. 1910.  Lophotettix hancocki ingår i släktet Lophotettix och familjen torngräshoppor. Inga underarter finns listade i Catalogue of Life.